# Hoplia scheibei
Hoplia scheibei är en skalbaggsart som beskrevs av Vladimir Balthasar 1936. Hoplia scheibei ingår i släktet Hoplia och familjen Melolonthidae. Inga underarter finns listade i Catalogue of Life.